# Trendellenes ünnepek
A szócikk címe technikai okok miatt pontatlan. A helyes cím: #Trendellenes ünnepek.
A #Trendellenes ünnepek (#HappyHolograms) a South Park című amerikai animációs sorozat 257. része (a 18. évad 10. epizódja). Elsőként 2014. december 10-én sugározták az Egyesült Államokban. Magyarországon 2015. április 28-án mutatta be a magyar Comedy Central.
Ez az epizód a második része az évadfinálénak, amelyben több visszautalás is található nemcsak az évad korábbi részeire, de a sorozat régebbi epizódjaira is. miközben továbbra is az interneten felkapott, ám teljességgel értelmetlen témákon élcelődik. Olyan, az epizód adásba kerülésekor aktuális témákkal is foglalkozik, mint Eric Garner és Michael Brown szakszerűtlen rendőri intézkedés miatti halála, Bill Cosby szexuális zaklatási botránya, a hírességek hologramként történő hasznosítása, valamint a generációk közti szakadék. Akárcsak az előző epizódban, itt is szerepel PewDiePie, aki önmagát alakítja.

## Cselekmény
|  | Alább a cselekmény részletei következnek! |

Kyle, aki szerint mivel manapság a trendek uralnak mindent, haldokolnak a nappalik, és elszigetelődnek egymástól az emberek. Kiírja Twitterre, hogy "Minél jobban kapcsolódsz, magányod annál mélyebb lesz. Ha változásra vágy, és a bánat téged is andalít, ezt a trendet kövesd: #MentsükMegANappalit". Alig posztolja ki, máris megjelenik nála Bill Cosby, aki közli vele, hogy Amerikának egy nagy ünnepi karácsonyi tévés műsorfolyamra van szüksége, Kyle pedig ebben segíthet. Vállalja a dolgot, nem is sejtve, hogy Cosby igazából egy hologram. A tervezett műsor ugyanis egy összeesküvés, amit Randy korábbi producere és Cartman terveznek, hírességek és hologramok részvételével, Cartman kommentárjával. Csakhogy amivel nem számoltak, az az, hogy túl nagy hatalmat adtak Cartman kezébe. Kyle, aki meglátja a rendezvény reklámját, dühös lesz, amikor megtudja, hogy az egész egy közösségi média-projekt, amelyet "Washingtoni Rézbőrűek Baszódj Meg Ünnepi Különkiadásnak" neveznek - Stan pedig amiatt dühöng, hogy az apja is részt vesz az egészben (valójában a hologramja).
Randy és Sharon elmennek a rendőrségre feljelentést tenni, ahol is Randy leleplezi, hogy ő Lorde. A rendőrök nem hisznek neki, ám ekkor váratlanul előállítják Michael Jackson hologramját, akit nem tudnak megfogni (őszinte bánatukra, mert bár azt állítják magukról, hogy nem rasszisták, keresik a módját annak, hogy Jacksont feketének minősíthessék, hogy legyen alapja a bántalmazásának). Mikor Randy és Jackson megtudják, hogy ünnepi tévéműsor készül, szövetkeznek, hogy megállítsák. Váratlanul megjelenik a Tupac-hologram, így menekülni kényszerülnek. Mikor hazaérnek, megtudják, hogy Stant és Kyle-t túszul ejtette a producer, és Tupac is utoléri őket. Ezalatt elindul a tévéműsor, és az #UtálomCartmanBrét hashtag hamarosan felkapottá válik.
Mikor Kyle kérdőre vonja a producert, hogy miért csinálja mindezt, elmondja, hogy egy nap megkérdezte az unokáját, hogy ki a kedvenc celebje, és ő azt válaszolta, hogy PewDiePie. Kiábrándulva abból, hogy az unokája egy "jelentéktelen svéd játékbloggert" imád, elhatározta, hogy a fiatal generációk kultúráját a sajátjába olvasztja. Stan "nagypapának" nevezi őt, nagy bosszúságára. A műsor közben egyre népszerűtlenebbé válik, és az emberek szeretnének elkapcsolni, de nem tudnak, mert Cartman egyre trendibbé válik, és a kommentárablaka mindenütt ott van. A producer megpróbálja megállítani, ám Cartman közli, hogy hamarosan eléri a "trendszcendenciát", és már nem tudják megállítani.
Cartman a világ összes képernyőjén megjelenik, és közli, hogy átalakul "trendneművé", így már muszáj saját mosdót kapnia. Váratlanul megérkezik Tupac és Jackson szövetkezett hologramja. Miközben Jackson lelövi a producert, Kyle, aki rájön, hogy az egész világ látja most őket, beszédet intéz Ike-hoz, és bocsánatot kér tőle, amiért "nagyapa" volt. Elfogadja, hogy a generációjának megvan a saját érdeklődési köre, és azt is bevallja, hogy irigy volt CartmanBré sikereire. Ike-ot és a barátait megérinti az üzenet, és elhatározzák, hogy új trendet indítanak segítségül, #MiHiszünkBenned hashtaggel. A trend tömegessé válik, és váratlanul megjelenik PewDiePie egy kommentárablakban, és lealázza CartmanBrét.
Az epizód végén Kyle és Stan ülnek a tóparton és beszélgetnek. Kyle elmondja, hogy a családja megegyezett abban, hogy esténként egy órát együtt töltenek, Stannek pedig továbbra sincs fogalma sem arról, hogy mi volt ez az egész. Kyle szerint lehet, hogy sosem fogják ezt megérteni, és ez egy új művészeti forma kezdete lehet: "a YouTube-celebek egyre nagyobbak, viszont ők magukat csinálják meg, és nem lenyomják őket az iparban". Végül PewDiePie is megjelenik, és megköszöni a South Parknak, hogy a vendége volt.

## Készítése
Az epizód számos utalás tartalmaz a korábbi részekre, különösen azokra, amelyekben Randy Marsh mint Lorde szerepelt. Visszatér Steve is az ügyfélszolgálatról a "Vindahurka bünti" című részből, ahogy a Washingtoni Rézbőrűek is a "Rézbőr startup" című epizódból. Cartman célja, hogy saját mosdót kapjon, "A cisztri" című epizódban jelent meg először.
A DVD-kommentár tanúsága szerint Trey Parker és Matt Stone jobban szerették volna, ha három részben mesélik el a történetet, mert rengeteg ötletük volt, és nagyon kevés képernyőidejük.
Utalások történnek Eric Garner és Michael Brown halálára: mindkettejük rendőri intézkedés közben vesztette életét, előbbinek a nyakára térdeltek és megfulladt, utóbbit lelőtték. A rendőröket egyébként is úgy ábrázolják ebben a részben, mint akik keresik a lehetőségét annak, hogy fekete elkövetőkkel szemben lépjenek fel. Visszatérő geg továbbá, hogy ha az egyik rendőr közöl egy feketével kapcsolatos ténymegállapítást, ami épp most történt, akkor a többi rendőr nevetni kezd, mert azt hiszik, hogy a társuk épp viccet mesél. Utalások szerepelnek továbbá Bill Cosby szexuális zaklatási botrányára is: a karácsonyi műsorban a Cosby-hologram Taylor Swiftre próbál nyomulni és feltehetőleg kábító hatású italt itatni vele.

## Fordítás
Ez a szócikk részben vagy egészben  a   HappyHolograms című angol Wikipédia-szócikk ezen változatának fordításán alapul.  Az eredeti cikk szerkesztőit annak laptörténete sorolja fel. Ez a jelzés csupán a megfogalmazás eredetét és a szerzői jogokat jelzi, nem szolgál a cikkben szereplő információk forrásmegjelöléseként.